# William Alexander Parsons Martin
William Alexander Parsons (10 tháng 4 năm 1827 - 17 tháng 12 năm 1916) là con trai của mục sư của Chủ Tịch Presbyterian. Ông đã theo học Đại học Indiana tại Bloomington năm 1843, nơi ông bị ảnh hưởng sâu sắc bởi Giáo sư Andrew Wylie, người đã tin tưởng vào Manifest Destiny, đó là "sứ mệnh của Hoa Kỳ là đưa 'khoa học, các nguyên tắc tự do trong chính phủ, và tôn giáo thật sự đến các dân tộc châu Á ".

## Sự nghiệp
Năm 1845, sau khi học về công việc truyền giáo ở Trung Quốc thông qua các báo cáo của các nhà truyền giáo, Martin đã quyết định đi đến Trung Quốc như một nhà truyền giáo. Ngài gia nhập Chủng viện thần học New Albany để chuẩn bị cho việc truyền chức như là một Mục sư Presbyterian. Ông đã dạy một thời gian để kiếm tiền cho chủng viện, nhờ đó đạt được kinh nghiệm làm người giáo dục. Chủ đề của luận án tốt nghiệp cho thấy rõ ràng về sự nghiệp sau này của ông với tư cách là một nhà truyền giáo: "Sử dụng các Khoa học Vật lý như một thiết bị của Người truyền giáo." Ngay từ lúc nhỏ, ông nghĩ rằng các doanh nghiệp sứ mệnh cần có nhiều hoạt động và mục tiêu, kể cả giáo dục tổng quát. Ông đã nộp đơn lên Ban Điều hành Ngoại giao Presbyterian vào tháng Giêng năm 1849 và được phong chức làm Người dạy Giảng dạy tại nhà thờ Presbyterian vào tháng 10 năm 1849. Một tháng sau, ông kết hôn với Jan VanSant, do đó hoàn thành những gì được coi là một yêu cầu đối với các nhà truyền giáo nam. Anh và cô dâu của anh lập tức đi buồm, cùng với anh trai, vợ và những người khác, cùng với các nhà truyền giáo Presbyterian khác ở Ninh Ba (Ningpo).
Khi Martin và đảng của ông ta đến, các Nhà truyền giáo Presbyterian ở Ninh Ba  đã được thành lập. Khi mới đến, William Martin và anh trai được giao cho các nhà truyền giáo cao cấp để học hỏi từ họ. Họ ngay lập tức bắt đầu quá trình học tập Trung Quốc gian nan. Là một sinh viên khao khát và có năng khiếu, Martin đã thuê hai giáo viên để có thể học cả ngày lẫn đêm, và ông rất thích học ngôn ngữ.
Vì phương ngữ Ba Tư không thể diễn đạt chính xác bằng các nhân vật Trung Hoa dựa trên tiếng Quan Thoại, Martin đã phát minh ra một hệ thống ngữ âm, sử dụng các văn tự của La mã để viết ra và sớm thành lập một xã hội để tạo ra nó như một trợ giúp cho các nhà truyền giáo trong việc mua ngôn ngữ. Họ cũng dạy một số người Trung Quốc sử dụng hệ thống ngữ âm. Một nhà truyền giáo đã sản xuất một quyển sách thánh ca trong bảng chữ cái ngữ âm mà Martin và anh của ông đã đóng góp vài bài thánh ca. Sử dụng kịch bản ngữ âm, "người Trung Quốc đã thấy rất ngạc nhiên khi các em học được cách đọc trong vài ngày, thay vì phải tốn nhiều năm lao động đau khổ, vì họ phải làm việc với các nhân vật bản xứ. Những phụ nữ lớn tuổi có ba điểm và mười người, những người hầu việc không biết chữ và người lao động, khi họ trở lại, được tìm thấy bằng đôi mắt của họ mở ra để đọc bằng lưỡi của họ, trong đó họ được sinh ra là những công việc tuyệt diệu của Thiên Chúa. "
Martin và vợ của ông sống ở thành phố Trung Quốc, như Martin nói: "Tôi muốn ở gần người... Ở đó tôi đã dành sáu năm, cuộc sống của tôi rất hiệu quả; và ở đó tôi đã biết đến người dân như tôi không thể có được để xem họ ở một khoảng cách nào đó." Sau đó ông chỉ trích các nhà truyền giáo đã ở lại trong các pháo đài giống như các hợp chất. Martin đã sớm tham gia giảng dạy, giảng dạy trong các trường học nhà thờ, và viết hoặc dịch một loạt các cuốn sách và tờ rơi. Ông đã nói chuyện với một giáo đoàn khoảng hai trăm trong nhà nguyện thành phố, và cho một lượng khán giả lớn hơn, có học thức hơn trong nhà thờ trung tâm thành phố, nơi ông đã giúp xây dựng. Ông cũng tham gia vào việc đốt ở khu vực gần đó, đôi khi rao giảng cho hàng ngàn người cùng một lúc.
Trong khi phục vụ tại Ninh Ba, Martin tham gia dịch bản dịch Tân Ước sang ngôn ngữ thông tục của Ninh Ba, sử dụng bộ chữ Romanized. Trong nhà thờ, ông đã thuyết giảng về các biện hộ của Cơ đốc giáo. Những bài giảng này sau này được xuất bản vào năm 1854 dưới dạng T'ien-tao su-yuan (Các bằng chứng của Kitô giáo). Trong một động thái để có được một cuộc điều trần giữa các tầng lớp ưu tú của Trung Quốc, Martin đã gợi ý rằng "thuyết ta không phải là tài sản của phương Đông hay phương Tây, nguồn gốc của nó là ở Thiên đàng với một Đức Chúa Trời cá nhân, người mà ông cho là có thể được gọi. Trong suốt vài thập kỷ, cuốn sách này đã vươn tới hàng ngàn trí thức, và hàng thập kỷ sau đó, được đánh giá bởi các đồng nghiệp của ông là "người nổi tiếng nhất" Cuốn sách của Kitô giáo đã được xuất bản ở Trung Quốc ".
Ông cũng tham gia vào nhiều vụ tranh chấp với các nhà truyền giáo Presbyterian đồng bào của mình, một số người đã buộc tội ông là gây tranh cãi. Martin được nhìn nhận là khoan hồng khi nhận các ứng cử viên cho phép báp têm. Ông cũng nhận được những lời chỉ trích, vì sự chấp thuận của ông đối với Khổng giáo. Vị trí tổng quát của ông là: "Không có xung đột cần thiết giữa Đức Kitô và Khổng Tử". Ông đã nói rõ rằng Khổng học "mặc dù đúng và đẹp theo quan điểm của ông, nhưng không hoàn chỉnh, vì nó hoàn toàn bị bỏ quên chiều kích Thiên Chúa trong các học thuyết của wu-lun, năm mối quan hệ con người ", nhưng người Trung Quốc không cần quay lưng lại với Khổng Tử. "Khổng học và Kitô giáo có thể phân biệt được